# Aeropuerto de Praga
El Aeropuerto Internacional de Praga Václav Havel (IATA: PRG, OACI: LKPR) sirve a Praga, República Checa. Está ubicado a 10 km del centro de la ciudad y el aeropuerto es un centro de conexión para Czech Airlines. Fue inaugurado el 5 de abril de 1937. 
La mayoría de los vuelos parten de las Terminales Norte (Norte 1 y Norte 2) del Aeropuerto Internacional de Ruzyně. Las Terminales Sur (Sur 1 y Sur 2) se utilizan para unos pocos vuelos irregulares, así como para vuelos especiales y de aeronaves pequeñas.
En el 2004, el aeropuerto sirvió a 9,7 millones de pasajeros, en el 2005 cerca de 10,8 millones y en el 2006 aproximadamente 11,6 millones. En 2010 sirvió a 11,55 millones de pasajeros.
El aeropuerto tiene dos pistas en servicios: 06/24 y 12/30. Lo que fue la pista 04/22 se dejó de utilizar. La pista más utilizada es la 24 dado que los vientos que prevalecen son los del oeste. La pista 30 también es utilizada con frecuencia. La pista 06 es raramente utilizada y la pista 12 es utilizada solo excepcionalmente.

## Historia
Checoslovaquia fue pionera en Europa en materia de aviación civil y se convirtió con el tiempo, en una parte del más importante sistema de transporte continental. El aeropuerto inició sus operaciones el 5 de abril de 1937, pero la historia de la aviación civil checoslovaca comenzó en el aeropuerto militar Kbely de Praga en 1919.
Dado a la insuficiente capacidad del Aeropuerto de Kbely a mediados de 1930, el Gobierno decidió desarrollar un nuevo Aeropuerto Civil Estatal en Ruzyně. Uno de los premios más importantes que recibió el Aeropuerto Internacional de Ruzyně incluye el Diploma y Medalla de Oro recibidos en 1937 en ocasión de la Exposition Internationale des Arts et Techniques dans la Vie Moderne (Exposición Internacional de Artes y Técnicas) realizada en París en el año 1937 por la concepción técnica del aeropuerto central, especialmente la arquitectura de su edificio para el check-in (actual Terminal Sur 1) diseñado por el arquitecto Ingeniero A. Beneš. Otros premios fueron otorgados por la modernización durante las fases de desarrollo del aeropuerto. 
El aeropuerto tiene una excelente ubicación, muy cerca del centro de Praga y del centro de Europa. Además, los terrenos de Ruzyně ofrecen oportunidades para mayores expansiones del aeropuerto conforme aumenta la demanda. Es aeropuerto sirve como centro de conexión para la red aeroportuaria transeuropea. 
Claramente, los cambios políticos y económicos afectaron los 70 años de existencia del Aeropuerto Internacional de Ruzyně. Algunas compañías de transporte aéreo e instituciones fueron creadas y otras dejaron de operar. Diez organismos fueron responsables de la administración del aeropuerto a lo largo del tiempo, incluyendo las nuevas obras y el desarrollo. Hasta la década de 1990, hubo una brecha de dos o tres décadas, antes de que se llevaran a cabo importantes obras de modernización para reponder a los actuales requerimientos de capacidad. Desde entonces, el aeropuerto empezó la modernización a un ritmo progresivo y gradualmente está convirtiéndose en uno de los mejores diez aeropuertos de Europa.

## Posterior desarrollo

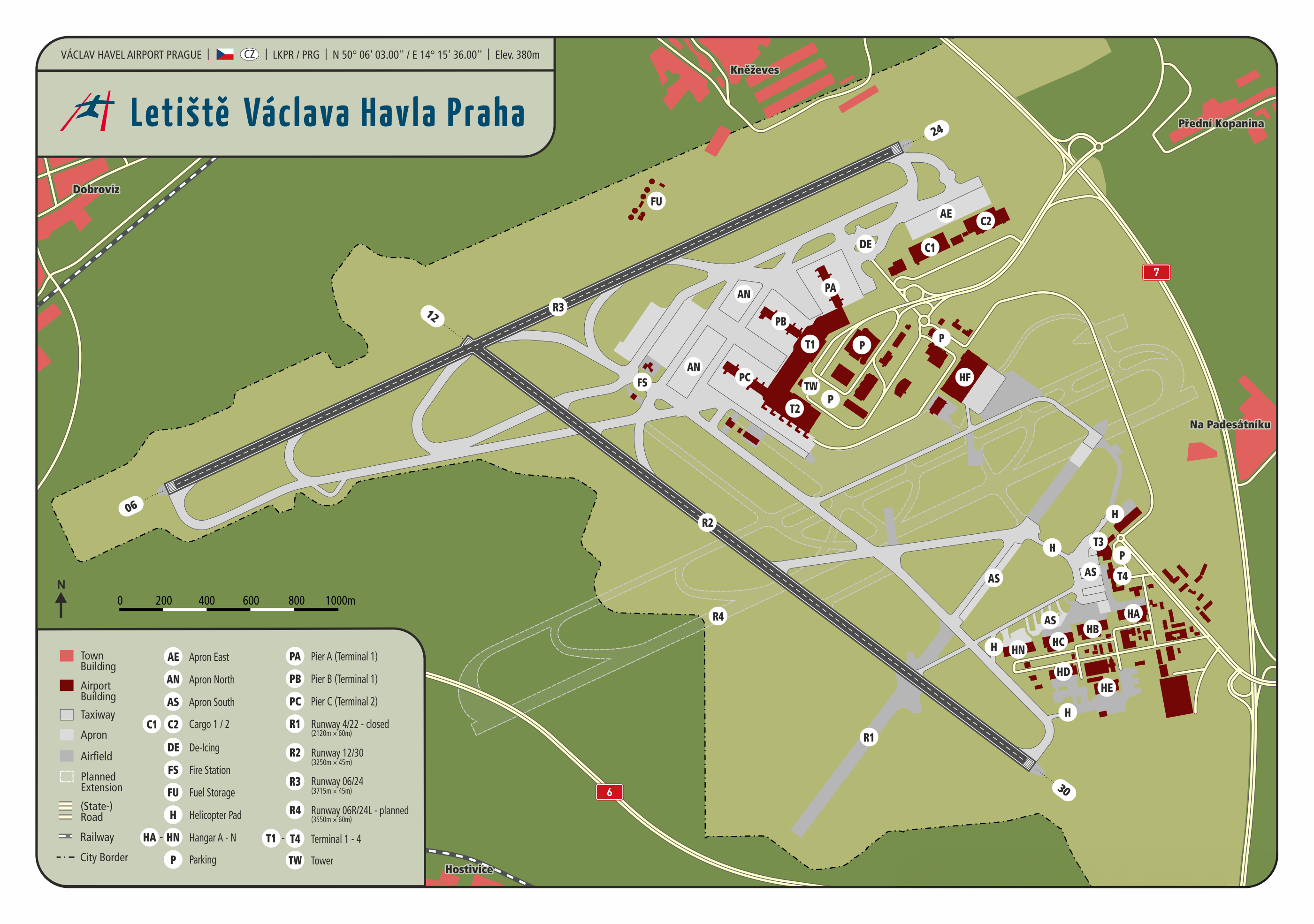
Mapa del aeropuerto

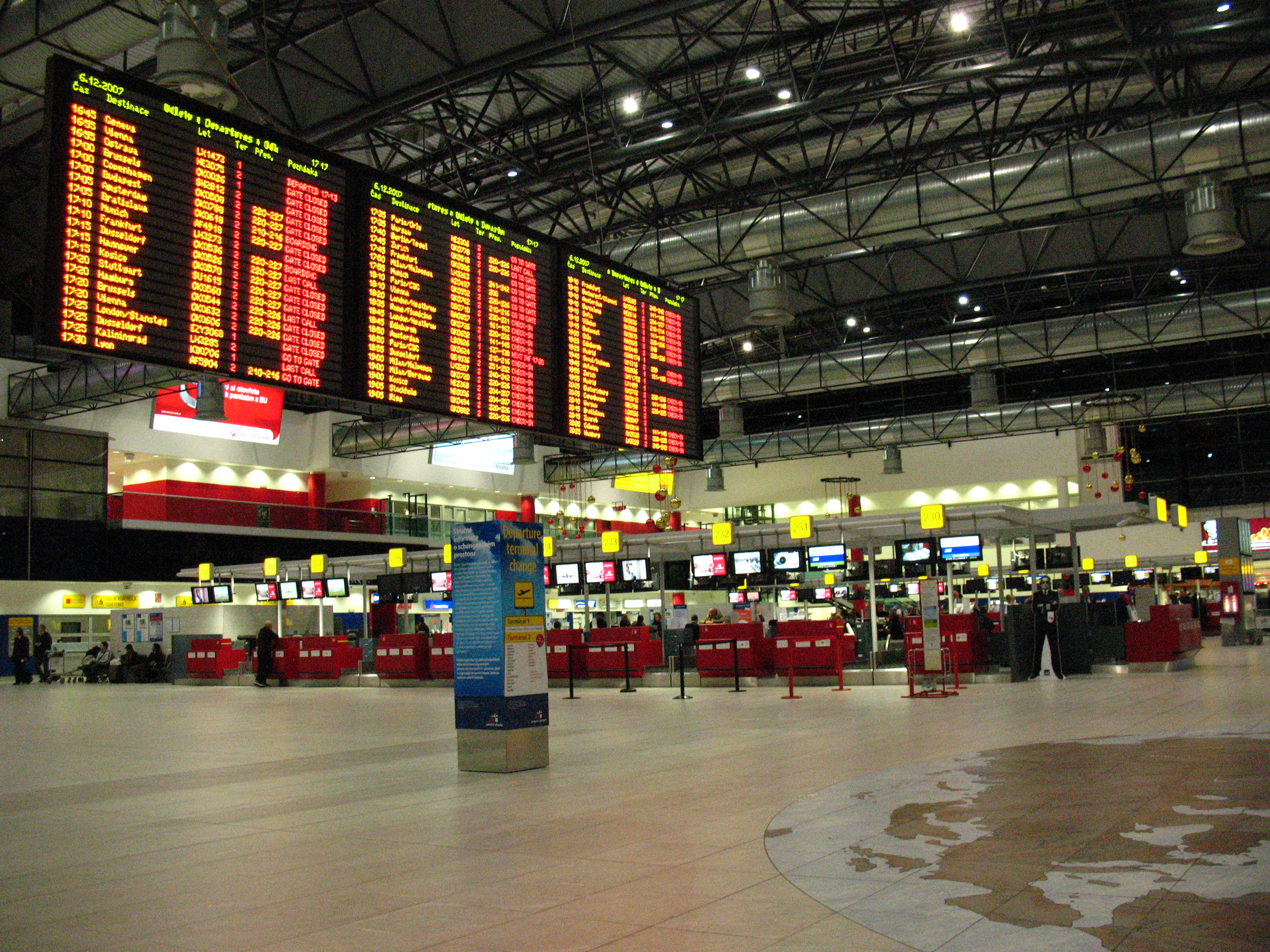
Sala de facturación del Aeropuerto Internacional de Ruzyně.

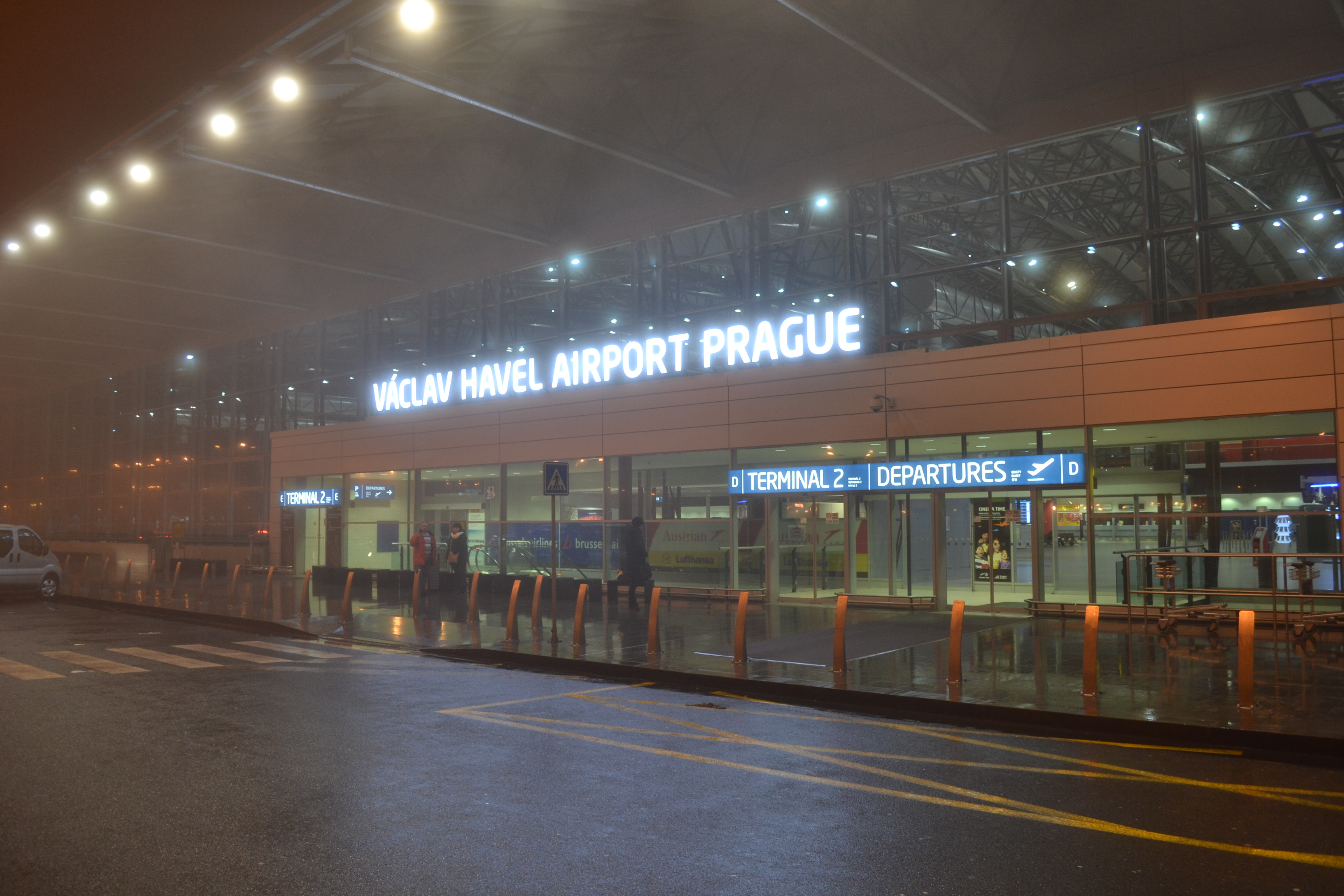
Aeropuerto Internacional de Praga en una mañana de invierno

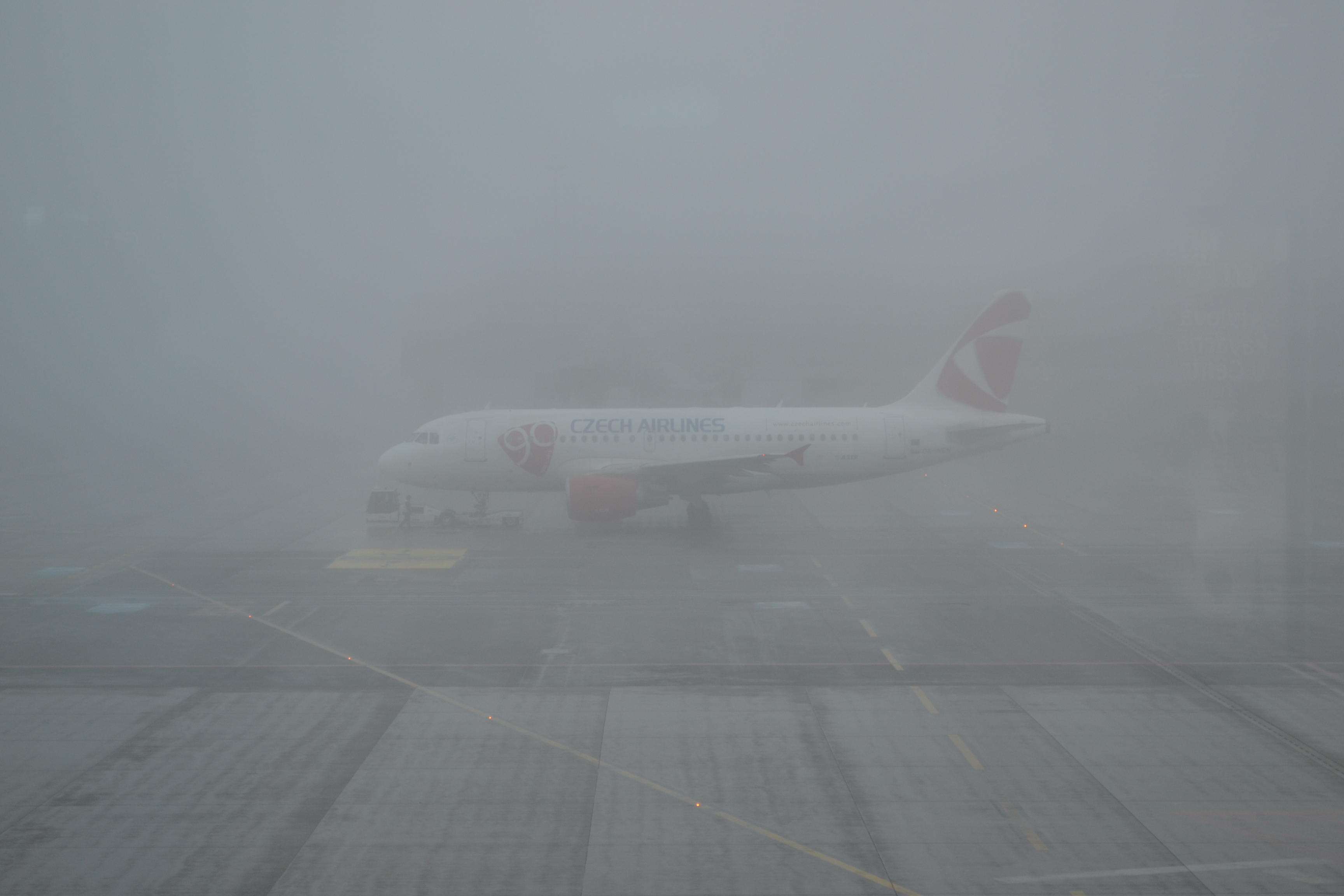
Airbus A319 de Czech Airlines en el Aeropuerto Internacional de Praga, República Checa

A medida que la capacidad del aeropuerto ha empezado a alcanzar su límite durante los últimos años (a 2005), desarrollos adicionales del aeropuerto están siendo considerados. Además de las habituales refacciones de las pistas, Letiště Praha s.p. (concesionaria del aeropuerto) inició los planes para la construcción de una nueva pista, paralela a la 06/24. La construcción tiene un costo estimado de 5 a 7 billones de coronas checas y el inicio de las obras se estima que será durante el 2007 y la nueva pista 06R/24L (también denominada pista BIS) será puesta en funcionamiento en el 2010. Tendrá un largo de 3,500 y estará ubicada a unos 1,500 metros al sureste de la actual pista principal. La pista 24L estará equipada con un ILS de categoría III, lo que le permitirá operar aterrizajes y despegues en condiciones de mal tiempo. 
La concesionaria asegura que además de incrementar la capacidad del aeropuerto, el nuevo sistema de la pista reducirá significativamente el nivel de ruido en algunas zonas densamente habitadas de Praga. Esto se logrará reorganizando el espacio de tráfico aéreo del aeropuerto y desplazando los corredores de tráfico tras la entrada en servicio de las dos pistas paralelas. Sin embargo, muchos habitantes de las zonas aledañas al aeropuerto creen que el tráfico aumentará, lo que provocó varias protestas. El 6 de noviembre de 2004, tuvo lugar un referendo local en dos barrios de Praga (Nebušice y Přední Kopanina), resultando en el apoyo oficial a las autoridades locales para promover una activa oposición ante la construcción de la pista paralela.

## Terminales

### Terminal Norte 1 (Sever 1)
Todos los vuelos fuera del área Schengen, y vuelos intercontinentales (incluyendo vuelos al Reino Unido, Canadá, Estados Unidos, Oriente Medio, África y Asia.

### Terminal Norte 2 (Sever 2)
Vuelos dentro del área Schengen.

### Terminal Sur 1 (Jih 1)
Vuelos especiales y privados. Visitas oficiales de Estado o acontecimientos importantes. Vuelos chárter. Es una terminal histórica, que inició sus operaciones el 5 de abril de 1937. 

### Terminal Sur 2 (Jih 2)
Vuelos especiales y privados. Visitas oficiales de Estado o acontecimientos importantes. Vuelos chárter.

## Aerolíneas y destinos
| Aerolíneas                                                       | Destinos | Terminal |
| ---------------------------------------------------------------- | --- | -------- |
| Aegean Airlines                                                  | Atenas Temporal: Heraklion | 2        |
| Aer Lingus                                                       | Dublín | 1        |
| airBaltic                                                        | Riga | 2        |
| Air France                                                       | París-Charles de Gaulle Temporal: Marsella, Toulouse | 2        |
| Air France operado por HOP!                                      | Lyon | 2        |
| Air Serbia                                                       | Belgrado | 1        |
| Air Transat                                                      | Temporal: Montreal-Trudeau, Toronto-Pearson | 1        |
| Astra Airlines                                                   | Charter temporal: Salónica | 2        |
| Austrian Airlines                                                | Viena | 2        |
| Alitalia                                                         | Pisa, Roma-Fiumicino | 2        |
| Alitalia operado por Alitalia CityLiner                          | Temporal: Milán-Linate | 2        |
| American Airlines                                                | Temporal: Philipthenia | 1        |
| Azerbaijan Airlines                                              | Bakú | 1        |
| British Airways                                                  | London-Heathrow | 1        |
| Brussels Airlines                                                | Bruselas | 2        |
| Brussels Airlines operado por Flybe                              | Bruselas | 2        |
| Bulgaria Air                                                     | Sofía | 1        |
| Bulgarian Air Charter                                            | Charter temporal: Burgas, Varna | 1        |
| Delta Air Lines                                                  | Temporal: Nueva York-JFK | 1        |
| easyJet                                                          | Bristol, Edinburgh, London-Gatwick, London-Stansted, Manchester | 1        |
| easyJet Europe                                                   | Ámsterdam, Milán-Malpensa, París-Charles de Gaulle, Roma-Fiumicino | 2        |
| El Al operado por UP                                             | Tel Aviv-Ben Gurion | 1        |
| Emirates                                                         | Dubai-International | 1        |
| Enter Air                                                        | Temporal: Catania, Funchal, Larnaca, Madrid, Málaga, Murcia, Palma de Mallorca, Tirana | 2        |
| Etihad Regional                                                  | Zúric | 2        |
| Finnair                                                          | Helsinki | 2        |
| flydubai                                                         | Dubái | 1        |
| Freebird Airlines                                                | Charter temporal: Estambul-Ataturk | 1        |
| Germanwings                                                      | Colonia/Bonn | 2        |
| Germanwings operado por Eurowings                                | Düsseldorf, Hamburgo | 2        |
| Iberia                                                           | Madrid | 2        |
| Jet2.com                                                         | Belfast-International, Edimburgo, Leeds/Bradford, Manchester, Newcastle upon Tyne, Nottingham/East Midlands | 1        |
| KLM operado por KLM Cityhopper                                   | Ámsterdam | 2        |
| Korean Air                                                       | Seúl-Incheon | 1        |
| LOT Polish Airlines                                              | Varsovia-Chopin | 2        |
| Lufthansa                                                        | Frankfurt | 2        |
| Lufthansa Regional operado por Lufthansa CityLine                | Múnich | 2        |
| Norwegian Air Shuttle                                            | Bergen, Copenhague, Helsinki, Oslo-Gardermoen, Estocolmo-Arlanda | 2        |
| Nouvelair                                                        | Temporal: Enfidha, Tabarka | 1        |
| Orenair                                                          | Charter temporal: Nizhnekamsk | 1        |
| Pegasus Airlines                                                 | Estambul-Sabiha Gökçen | 1        |
| Ryanair                                                          | Charleroi, Dublín, London-Stansted | 1        |
| Saravia                                                          | Sarátov | 1        |
| Scandinavian Airlines                                            | Copenhague, Oslo-Gardermoen, Estocolmo-Arlanda | 2        |
| SmartWings operado por Travel Service Airlines                   | Dubai, Londres-Gatwick, Tel Aviv-Ben Gurion Temporal: Antalya, Burgas, Dubrovnik, Larnaca, Pula, Split, Nueva Capital Administrativa | 1        |
| SmartWings operado por Travel Service Airlines                   | Gran Canaria, París-Charles de Gaulle, Roma-Fiumicino, Tenerife-South Temporal: Alghero, Barcelona, Bilbao, Burgas, Cagliari, Catania, Cefalonia, Corfu, Dublín, Fuerteventura, Funchal, Gierona, Heraklion, Ibiza, Kalamata, Kavala, Kos, La Canea, Lamezia Terme, Lanzarote, Málaga, Murcia, Nápoles, Olbia, Palma de Mallorca, Patras, Preveza, Rodas, Sevilla, Skiathos, Salónica, Valencia, Zakynthos | 2        |
| Swiss International Air Lines                                    | Ginebra | 2        |
| Swiss International Airlines operado por Swiss European Airlines | Basel, Zúrich | 2        |
| Tailwind Airlines                                                | Temporal: Antalya | 1        |
| TAP Portugal                                                     | Lisboa Temporal: Budapest | 2        |
| TAROM                                                            | Bucarest | 1        |
| Transavia.com                                                    | Róterdam | 2        |
| Transavia.com France                                             | París-Orly | 2        |
| Travel Service Airlines                                          | Charter temporal: Agadir, Antalya, Bangkok-Suvarnabhumi, Burgas, Dubai, Hurghada, Marsa Alam, Mombasa, Monastir, Punta Cana, Sal, Sharm el-Sheikh, Split, Tel Aviv-Ben Gurion, Tunis, Varadero, Varna, Zanzíbar | 1        |
| Travel Service Airlines                                          | Charter temporal: Corfu, Gerona, Heraklion, Larnaca, Paphos, Preveza, Rodas, Tenerife-Sur | 2        |
| TUI fly Belgium                                                  | Charleroi | 2        |
| Tunisair                                                         | Temporal: Túnez | 1        |
| Turkish Airlines                                                 | Estambul-Atatürk | 1        |
| Ukraine International Airlines                                   | Kiev-Boryspil | 1        |
| Volotea                                                          | Burdeos, Nantes, Venecia | 2        |
| Vueling                                                          | Barcelona, Roma-Fiumicino | 2        |
| Wizz Air                                                         | London-Luton, Tel Aviv-Ben Gurion | 1        |
| Wizz Air                                                         | Bari, Bergamo, Naples, Roma-Fiumicino, Treviso, Ereván | 2        |

### Destinos internacionales
| Ciudades por países       | Nombre del aeropuerto                                   | Aerolíneas                                                                                           | Aeronaves      | Frecuencias semanales |
| África                    | África                                                  | África                                                                                               | África         | África                |
| ------------------------- | ------------------------------------------------------- | --- | -------------- | --------------------- |
| Egipto                    |                                                         | |                |                       |
| Hurgada                   | Aeropuerto Internacional de Hurghada                    | Air Cairo (Estacional) FlyEgypt (Chárter Estacional) SmartWings                                      | A32x B737      |                       |
| Marsa Alam                | Aeropuerto Internacional de Marsa Alam                  | SmartWings (Estacional)                                                                              | B737           |                       |
| Sharm el-Sheij            | Aeropuerto Internacional de Sharm el-Sheij              | Air Cairo (Estacional) FlyEgypt (Chárter Estacional)                                                 | A32x B737      |                       |
| Marruecos                 |                                                         | |                |                       |
| Casablanca                | Aeropuerto Internacional Mohámmed V                     | Air Arabia Maroc                                                                                     | A320-214       |                       |
| Marrakech                 | Aeropuerto de Marrakech-Menara                          | Ryanair                                                                                              | B737           |                       |
| Túnez                     |                                                         | |                |                       |
| Túnez                     | Aeropuerto Internacional de Túnez                       | Tunisair (Estacional)                                                                                |                |                       |
| Norteamérica              |                                                         | |                |                       |
| Canadá                    |                                                         | |                |                       |
| Toronto                   | Aeropuerto Internacional Toronto Pearson                | Air Canada Rouge (Estacional)                                                                        |                |                       |
| Estados Unidos            |                                                         | |                |                       |
| Filadelfia                | Aeropuerto Internacional de Filadelfia                  | American Airlines (Estacional - Reinicia el 21 de mayo de 2026)                                      |                |                       |
| Nueva York                | Aeropuerto Internacional John F. Kennedy                | Delta Airlines (Estacional)                                                                          |                |                       |
| Asia                      |                                                         | |                |                       |
| Armenia                   |                                                         | |                |                       |
| Ereván                    | Aeropuerto Internacional de Zvartnots                   | Wizz Air                                                                                             | A32x           | 2                     |
| Azerbaiyán                |                                                         | |                |                       |
| Bakú                      | Aeropuerto Internacional Heydar Aliyev                  | Azerbaijan Airlines (Estacional)                                                                     |                |                       |
| Catar                     |                                                         | |                |                       |
| Doha                      | Aeropuerto Internacional Hamad                          | Qatar Airways                                                                                        |                |                       |
| China                     |                                                         | |                |                       |
| Chengdú                   | Aeropuerto Internacional de Chengdú                     | Sichuan Airlines                                                                                     |                |                       |
| Xi'an                     | Aeropuerto Internacional de Xi'an-Xianyang              | China Eastern Airlines                                                                               |                |                       |
| Pekín                     | Aeropuerto Internacional de Pekín-Capital               | Hainan Airlines                                                                                      |                |                       |
| Shanghái                  | Aeropuerto Internacional Pudong                         | China Eastern Airlines                                                                               |                |                       |
| Shenzhen                  | Aeropuerto Internacional de Shenzhen                    | Sichuan Airlines                                                                                     | A3xx           |                       |
| Chipre                    |                                                         | |                |                       |
| Lárnaca                   | Aeropuerto Internacional de Lárnaca                     | SmartWings (Estacional)                                                                              | B737           |                       |
| Corea del Sur             |                                                         | |                |                       |
| Seúl                      | Aeropuerto Internacional de Incheon                     | Czech Airlines Korean Air                                                                            |                |                       |
| EAU                       |                                                         | |                |                       |
| Dubái                     | Aeropuerto Internacional de Dubái                       | Emirates flydubai SmartWings                                                                         | B737-8MAX B737 | 5                     |
| Sharjah                   | Aeropuerto Internacional de Sharjah                     | Air Arabia                                                                                           | A32x           |                       |
| Georgia                   |                                                         | |                |                       |
| Kutaisi                   | Aeropuerto de Kopitnari                                 | Wizz Air                                                                                             | A32x           |                       |
| Tiflis                    | Aeropuerto Internacional de Tiflis                      | Georgian Airways                                                                                     |                |                       |
| Israel                    |                                                         | |                |                       |
| Tel Aviv                  | Aeropuerto Internacional Ben Gurión                     | Bluebird Airways (Estacional) El Al SmartWings                                                       | B737 B7x7 B737 |                       |
| Eilat                     | Aeropuerto Internacional Ramon                          | Ryanair (Estacional)                                                                                 | B737           |                       |
| Jordania                  |                                                         | |                |                       |
| Amán                      | Aeropuerto Internacional Queen Alia                     | Ryanair                                                                                              | B737           |                       |
| Kazajistán                |                                                         | |                |                       |
| Nursultán                 | Aeropuerto Internacional de Nursultán                   | SCAT Airlines                                                                                        |                |                       |
| Líbano                    |                                                         | |                |                       |
| Beirut                    | Aeropuerto Internacional Rafic Hariri                   | Czech Airlines (Estacional)                                                                          |                |                       |
| Turquía                   |                                                         | |                |                       |
| Antalya                   | Aeropuerto de Antalya                                   | SmartWings (Estacional) SunExpress (Estacional)                                                      | B737           |                       |
| Estambul                  | Aeropuerto Internacional de Estambul                    | Turkish Airlines                                                                                     |                |                       |
| Estambul                  | Aeropuerto Internacional Sabiha Gökçen                  | Pegasus Airlines                                                                                     |                |                       |
| Uzbekistán                |                                                         | |                |                       |
| Tashkent                  | Aeropuerto Internacional de Taskent                     | Uzbekistan Airways Qanot Sharq                                                                       |                |                       |
| Europa                    |                                                         | |                |                       |
| Albania                   |                                                         | |                |                       |
| Tirana                    | Aeropuerto Internacional Madre Teresa                   | Enter Air (Chárter Estacional) SmartWings (Estacional)                                               | B737           |                       |
| Alemania                  |                                                         | |                |                       |
| Colonia/Bonn              | Aeropuerto de Colonia/Bonn                              | Eurowings                                                                                            |                |                       |
| Düsseldorf                | Aeropuerto Internacional de Düsseldorf                  | Czech Airlines Eurowings                                                                             |                |                       |
| Fráncfort del Meno        | Aeropuerto de Fráncfort del Meno                        | Czech Airlines Lufthansa                                                                             |                |                       |
| Hamburgo                  | Aeropuerto de Hamburgo-Fuhlsbüttel                      | Czech Airlines                                                                                       |                |                       |
| Múnich                    | Aeropuerto Internacional de Múnich                      | Lufthansa                                                                                            |                |                       |
| Austria                   |                                                         | |                |                       |
| Viena                     | Aeropuerto de Viena-Schwechat                           | Austrian Airlines                                                                                    |                |                       |
| Bélgica                   |                                                         | |                |                       |
| Bruselas                  | Aeropuerto de Bruselas-National                         | Czech Airlines Brussels Airlines                                                                     | A3xx           |                       |
| Bruselas                  | Aeropuerto de Bruselas-Charleroi                        | Ryanair                                                                                              | B737           |                       |
| Bielorrusia               |                                                         | |                |                       |
| Minsk                     | Aeropuerto Internacional de Minsk                       | Belavia                                                                                              |                |                       |
| Bulgaria                  |                                                         | |                |                       |
| Burgas                    | Aeropuerto de Burgas                                    | Bulgaria Air (Chárter Estacional) Bulgarian Air Charter (Chárter Estacional) SmartWings (Estacional) | B737           |                       |
| Varna                     | Aeropuerto de Varna                                     | Bulgarian Air Charter (Chárter Estacional) SmartWings (Estacional)                                   | B737           |                       |
| Sofía                     | Aeropuerto de Sofía                                     | Bulgaria Air                                                                                         |                |                       |
| Croacia                   |                                                         | |                |                       |
| Dubrovnik                 | Aeropuerto de Dubrovnik                                 | SmartWings (Estacional)                                                                              | B737           |                       |
| Split                     | Aeropuerto de Split                                     | SmartWings (Estacional)                                                                              | B737           |                       |
| Zadar                     | Aeropuerto de Zadar                                     | Ryanair (Estacional)                                                                                 | B737           |                       |
| Zagreb                    | Aeropuerto de Zagreb-Pleso                              | Croatia Airlines (Estacional) Czech Airlines                                                         |                |                       |
| Dinamarca                 |                                                         | |                |                       |
| Billund                   | Aeropuerto de Billund                                   | Ryanair                                                                                              | B737           |                       |
| Copenhague                | Aeropuerto de Copenhague-Kastrup                        | Czech Airlines Norwegian Air Shuttle Ryanair SAS                                                     | B737           |                       |
| Eslovaquia                |                                                         | |                |                       |
| Košice                    | Aeropuerto Internacional de Košice                      | Czech Airlines                                                                                       |                |                       |
| España                    |                                                         | |                |                       |
| Almería                   | Aeropuerto de Almería                                   | SmartWings (Estacional)                                                                              | B737           |                       |
| Barcelona                 | Aeropuerto de Barcelona-El Prat                         | Czech Airlines Ryanair SmartWings (Estacional) Vueling                                               | B737 A3xx      |                       |
| Bilbao                    | Aeropuerto de Bilbao                                    | Vueling (Estacional)                                                                                 |                |                       |
| Fuerteventura             | Aeropuerto de Fuerteventura                             | SmartWings (Estacional)                                                                              | B737           |                       |
| Gran Canaria              | Aeropuerto de Gran Canaria                              | SmartWings                                                                                           | B737           |                       |
| Jerez                     | Aeropuerto de Jerez                                     | Czech Airlines (Estacional)                                                                          |                |                       |
| Lanzarote                 | Aeropuerto de Lanzarote                                 | SmartWings (Estacional)                                                                              | B737           |                       |
| Madrid                    | Aeropuerto de Madrid-Barajas                            | Czech Airlines Enter Air (Chárter Estacional) Iberia Ryanair                                         | B737 A3xx B737 |                       |
| Málaga                    | Aeropuerto de Málaga-Costa del Sol                      | SmartWings Enter Air (Chárter Estacional) Ryanair                                                    | B737           |                       |
| Menorca                   | Aeropuerto de Menorca                                   | SmartWings (Estacional)                                                                              | B737           |                       |
| Murcia                    | Aeropuerto Internacional Región de Murcia               | Enter Air (Chárter Estacional) SmartWings (Estacional)                                               | B737           |                       |
| Palma de Mallorca         | Aeropuerto de Palma de Mallorca                         | Enter Air (Chárter Estacional) Ryanair SmartWings (Estacional)                                       | B737           |                       |
| Sevilla                   | Aeropuerto de Sevilla                                   | Ryanair                                                                                              | B737           |                       |
| Tenerife                  | Tenerife Sur                                            | SmartWings                                                                                           | B737           |                       |
| Valencia                  | Aeropuerto de Valencia                                  | SmartWings (Estacional)                                                                              | B737           |                       |
| Finlandia                 |                                                         | |                |                       |
| Helsinki                  | Aeropuerto de Helsinki-Vantaa                           | Czech Airlines Finnair Norwegian Air Shuttle                                                         | B737           |                       |
| Francia                   |                                                         | |                |                       |
| Beauvais                  | Aeropuerto de Beauvais-Tillé                            | Ryanair                                                                                              | B737           |                       |
| Burdeos                   | Aeropuerto de Burdeos-Mérignac                          | Ryanair Volotea                                                                                      | B737 A3xxceo   |                       |
| Lyon                      | Aeropuerto de Lyon-Saint Exupéry                        | Volotea (Estacional)                                                                                 | A3xxceo        |                       |
| Marsella                  | Aeropuerto de Marsella-Provenza                         | Ryanair Volotea (Estacional)                                                                         | B737 A3xxceo   |                       |
| Nantes                    | Aeropuerto de Nantes Atlantique                         | Volotea                                                                                              | A3xxceo        |                       |
| Niza                      | Aeropuerto Internacional de Niza-Costa Azul             | HOP! Czech Airlines                                                                                  |                |                       |
| París                     | Aeropuerto de París-Charles de Gaulle                   | Air France Czech Airlines Vueling                                                                    | A3xx           |                       |
| París                     | Aeropuerto de París-Orly                                | Transavia France                                                                                     |                |                       |
| Toulouse                  | Aeropuerto de Toulouse-Blagnac                          | Volotea (Estacional)                                                                                 | A3xxceo        |                       |
| Grecia                    |                                                         | |                |                       |
| Atenas                    | Aeropuerto Internacional Eleftherios Venizelos          | Aegean Airlines (Estacional)                                                                         | A32x           |                       |
| Cefalonia                 | Aeropuerto Internacional de Cefalonia                   | SmartWings (Estacional)                                                                              | B737           |                       |
| Corfú                     | Aeropuerto Internacional de Corfú-Ioannis Kapodistrias  | SmartWings (Estacional)                                                                              | B737           |                       |
| Heraclión                 | Aeropuerto Internacional de Heraclión Nikos Kazantzakis | SmartWings (Estacional)                                                                              | B737           |                       |
| Karpatos                  | Aeropuerto Nacional de la Isla de Karpatos              | SmartWings (Estacional)                                                                              | B737           |                       |
| Kos                       | Aeropuerto Internacional de Kos-Hipócrates              | SmartWings (Estacional)                                                                              | B737           |                       |
| La Canea                  | Aeropuerto Internacional de La Canea                    | SmartWings (Estacional)                                                                              | B737           |                       |
| Lesbos                    | Aeropuerto Internacional de Mitilene                    | SmartWings (Estacional)                                                                              | B737           |                       |
| Preveza                   | Aeropuerto Nacional de Aktion                           | SmartWings (Estacional)                                                                              | B737           |                       |
| Rodas                     | Aeropuerto Internacional de Rodas-Diágoras              | SmartWings (Estacional)                                                                              | B737           |                       |
| Salónica                  | Aeropuerto Internacional Macedonia                      | Aegean Airlines (Estacional) SmartWings (Estacional)                                                 | A32x B737      |                       |
| Samos                     | Aeropuerto Internacional de Samos                       | SmartWings (Estacional)                                                                              | B737           |                       |
| Santorini                 | Aeropuerto Nacional de Santorini (Thira)                | SmartWings (Estacional)                                                                              | B737           |                       |
| Zante                     | Aeropuerto Internacional de Zante                       | SmartWings (Estacional)                                                                              | B737           |                       |
| Hungría                   |                                                         | |                |                       |
| Budapest                  | Aeropuerto de Budapest-Ferenc Liszt                     | Czech Airlines Ryanair                                                                               | B737           |                       |
| Irlanda                   |                                                         | |                |                       |
| Dublín                    | Aeropuerto de Dublín                                    | Aer Lingus Ryanair                                                                                   | A3xx B737      |                       |
| Irlanda del Norte         |                                                         | |                |                       |
| Belfast                   | Aeropuerto Internacional de Belfast                     | easyJet (Estacional)                                                                                 | A3xx           |                       |
| Islandia                  |                                                         | |                |                       |
| Reikiavik                 | Aeropuerto Internacional de Keflavík                    | Czech Airlines (Estacional)                                                                          |                |                       |
| Italia                    |                                                         | |                |                       |
| Bérgamo                   | Aeropuerto de Bérgamo-Orio al Serio                     | Ryanair                                                                                              | B737           |                       |
| Bolonia                   | Aeropuerto de Bolonia                                   | Czech Airlines Ryanair                                                                               | B737           |                       |
| Bari                      | Aeropuerto de Bari-Palese                               | Ryanair Wizz Air                                                                                     | B737 A32x      |                       |
| Catania                   | Aeropuerto de Catania-Fontanarossa                      | Enter Air (Chárter Estacional) SmartWings (Estacional)                                               | B737           |                       |
| Cagliari                  | Aeropuerto de Cagliari-Elmas                            | SmartWings (Estacional) Volotea (Estacional)                                                         | B737 A3xxceo   |                       |
| Florencia                 | Aeropuerto de Florencia                                 | Vueling                                                                                              | A3xx           |                       |
| Lamezia Terme             | Aeropuerto Internacional de Lamezia Terme               | SmartWings (Estacional)                                                                              | B737           |                       |
| Milán                     | Aeropuerto de Milán-Malpensa                            | Czech Airlines easyJet Europe                                                                        | A3xx           |                       |
| Nápoles                   | Aeropuerto de Nápoles-Capodichino                       | easyJet Europe SmartWings (Estacional)                                                               | A3xx B737      |                       |
| Olbia                     | Aeropuerto de Olbia-Costa Smeralda                      | Bulgaria Air (Chárter Estacional) SmartWings (Estacional)                                            | B737           |                       |
| Pescara                   | Aeropuerto de Pescara-Abruzzo                           | Ryanair (Estacional)                                                                                 | B737           |                       |
| Pisa                      | Aeropuerto de Pisa                                      | Ryanair                                                                                              | B737           |                       |
| Roma                      | Aeropuerto de Roma-Fiumicino                            | Czech Airlines Alitalia Ryanair Vueling                                                              | B737 A3xx      |                       |
| Trapani                   | Aeropuerto de Trapani-Birgi                             | Ryanair (Estacional)                                                                                 | B737           |                       |
| Treviso                   | Aeropuerto de Sant'Angelo Treviso                       | Ryanair                                                                                              | B737           |                       |
| Venecia                   | Aeropuerto Internacional Marco Polo                     | Czech Airlines easyJet Europe Volotea                                                                | A3xx A3xxceo   |                       |
| Letonia                   |                                                         | |                |                       |
| Riga                      | Aeropuerto Internacional de Riga                        | AirBaltic Ryanair                                                                                    | A220-371 B737  |                       |
| Luxemburgo                |                                                         | |                |                       |
| Ciudad de Luxemburgo      | Aeropuerto de Luxemburgo                                | Luxair (Estacional)                                                                                  |                |                       |
| Malta                     |                                                         | |                |                       |
| La Valeta                 | Aeropuerto Internacional de Malta                       | KM Malta Airlines                                                                                    | A32x           |                       |
| Noruega                   |                                                         | |                |                       |
| Bergen                    | Aeropuerto de Bergen-Flesland                           | Norwegian Air Shuttle                                                                                | B737           |                       |
| Oslo                      | Aeropuerto de Oslo-Gardermoen                           | Norwegian Air Shuttle SAS                                                                            | B737           |                       |
| Stavanger                 | Aeropuerto de Stavanger-Sola                            | Norwegian Air Shuttle (Estacional)                                                                   | B737           |                       |
| Países Bajos              |                                                         | |                |                       |
| Ámsterdam                 | Aeropuerto de Ámsterdam-Schiphol                        | Czech Airlines KLM easyJet Europe                                                                    | A3xx           |                       |
| Eindhoven                 | Aeropuerto de Eindhoven                                 | Ryanair Transavia                                                                                    | B737 B737NG    |                       |
| Polonia                   |                                                         | |                |                       |
| Cracovia                  | Aeropuerto de Cracovia-Juan Pablo II                    | Ryanair                                                                                              | B737           |                       |
| Varsovia                  | Aeropuerto de Varsovia-Chopin                           | Czech Airlines LOT Polish Airlines                                                                   |                |                       |
| Portugal                  |                                                         | |                |                       |
| Faro                      | Aeropuerto de Faro                                      | SmartWings (Estacional)                                                                              | B737           |                       |
| Funchal                   | Aeropuerto de Madeira                                   | Enter Air (Chárter Estacional) SmartWings (Estacional)                                               | B737           |                       |
| Lisboa                    | Aeropuerto de Lisboa                                    | Czech Airlines TAP Air Portugal                                                                      | A3xx           |                       |
| Reino Unido               |                                                         | |                |                       |
| Birmingham                | Aeropuerto Internacional de Birmingham                  | Czech Airlines Jet2.com                                                                              |                |                       |
| Bournemouth               | Aeropuerto Internacional de Bournemouth                 | Ryanair                                                                                              | B737           |                       |
| Bristol                   | Aeropuerto Internacional de Bristol                     | easyJet                                                                                              | A3xx           |                       |
| Edimburgo                 | Aeropuerto de Edimburgo                                 | easyJet Ryanair                                                                                      | A3xx B737      |                       |
| East Midlands             | Aeropuerto de East Midlands                             | Jet2.com                                                                                             |                |                       |
| Glasgow                   | Aeropuerto Internacional de Glasgow                     | Jet2.com                                                                                             |                |                       |
| Leeds                     | Aeropuerto Internacional de Leeds Bradford              | Jet2.com                                                                                             |                |                       |
| Liverpool                 | Aeropuerto de Liverpool-John Lennon                     | Ryanair                                                                                              | B737           |                       |
| Londres                   | Aeropuerto de la Ciudad de Londres                      | British Airways operado por BA Cityflyer                                                             | E-190          |                       |
| Londres                   | Aeropuerto de Londres-Gatwick                           | easyJet SmartWings                                                                                   | A3xx B737      |                       |
| Londres                   | Aeropuerto de Londres-Heathrow                          | British Airways                                                                                      |                |                       |
| Londres                   | Aeropuerto de Londres-Luton                             | Wizz Air                                                                                             | A32x           |                       |
| Londres                   | Aeropuerto de Londres-Stansted                          | easyJet Ryanair                                                                                      | A3xx B737      |                       |
| Londres                   | Aeropuerto de Londres-Southend                          | easyJet                                                                                              | A3xx           |                       |
| Mánchester                | Aeropuerto de Mánchester                                | easyJet Jet2.com Ryanair                                                                             | A3xx B737      |                       |
| Newcastle upon Tyne       | Aeropuerto de Newcastle upon Tyne                       | Jet2.com                                                                                             |                |                       |
| Rumania                   |                                                         | |                |                       |
| Bucarest                  | Aeropuerto Internacional de Bucarest                    | Czech Airlines TAROM                                                                                 |                |                       |
| Serbia                    |                                                         | |                |                       |
| Belgrado                  | Aeropuerto de Belgrado-Nikola Tesla                     | Air Serbia                                                                                           |                |                       |
| Suecia                    |                                                         | |                |                       |
| Estocolmo                 | Aeropuerto de Estocolmo-Arlanda                         | Czech Airlines Norwegian Air Shuttle Ryanair SAS                                                     | B737           |                       |
| Gotemburgo                | Aeropuerto de Gotemburgo-Landvetter                     | Czech Airlines Norwegian Air Shuttle Ryanair                                                         | B737           |                       |
| Suiza                     |                                                         | |                |                       |
| Ginebra                   | Aeropuerto Internacional de Ginebra                     | Swiss                                                                                                | A              |                       |
| Zúrich                    | Aeropuerto Internacional de Zúrich                      | Sichuan Airlines Swiss                                                                               | A3xx A         |                       |
| Suiza Francia Alemania    |                                                         | |                |                       |
| Basilea/Mulhouse/Friburgo | Aeropuerto de Basilea-Mulhouse-Friburgo                 | easyJet Switzerland                                                                                  | A3xx           |                       |
| Ucrania                   |                                                         | |                |                       |
| Kiev                      | Aeropuerto Internacional de Kiev                        | Czech Airlines Ukraine International Airlines                                                        |                |                       |
| Odesa                     | Aeropuerto Internacional de Odesa                       | Czech Airlines                                                                                       |                |                       |

## Estadísticas
Ver fuente y consulta Wikidata.

## Transporte público
El transporte público desde y hacia el centro de Praga consiste en tomarse el autobús número 119 hasta la estación del subterráneo Dejvická y realizando un transbordo a la Línea Verde (Línea A) del subterráneo, o el expreso número 100 hasta la estación del subterráneo Zličín de la Línea Amarilla (Línea B), aunque lejos del centro. Un viaje típico implica unos 40 minutos. También hay otros servicios de autobús que operan después de la medianoche, cuando las líneas de subterráneo dejan de operar.
Desde el 11 de diciembre de 2005 la línea AE (Airport Express o Expreso Aeropuerto) realiza el trayecto RW Station Holešovice - Terminal Norte 1 - Terminal Nore 2 - AP Ruzyně; presta servicio todos los días, desde las 5.00 a las 22.00 horas, con un intervalo de 30 minutos; la tarifa especial es de 45 CZK.